# 2-3-2В
Паровоз 2-3-2В (тип 2-3-2 Ворошиловградского завода; заводской номер — № 6998) — опытный советский скоростной паровоз типа 2-3-2, спроектированный и построенный в 1938 году на Ворошиловградском паровозостроительном заводе под руководством инженера Д. В. Львова. Предназначался для вождения курьерских поездов. Железнодорожной серии данный паровоз не получил, 2-3-2В — основное его обозначение в литературе, в том числе и справочниках по локомотивному парку.

## Предпосылки к появлению паровоза

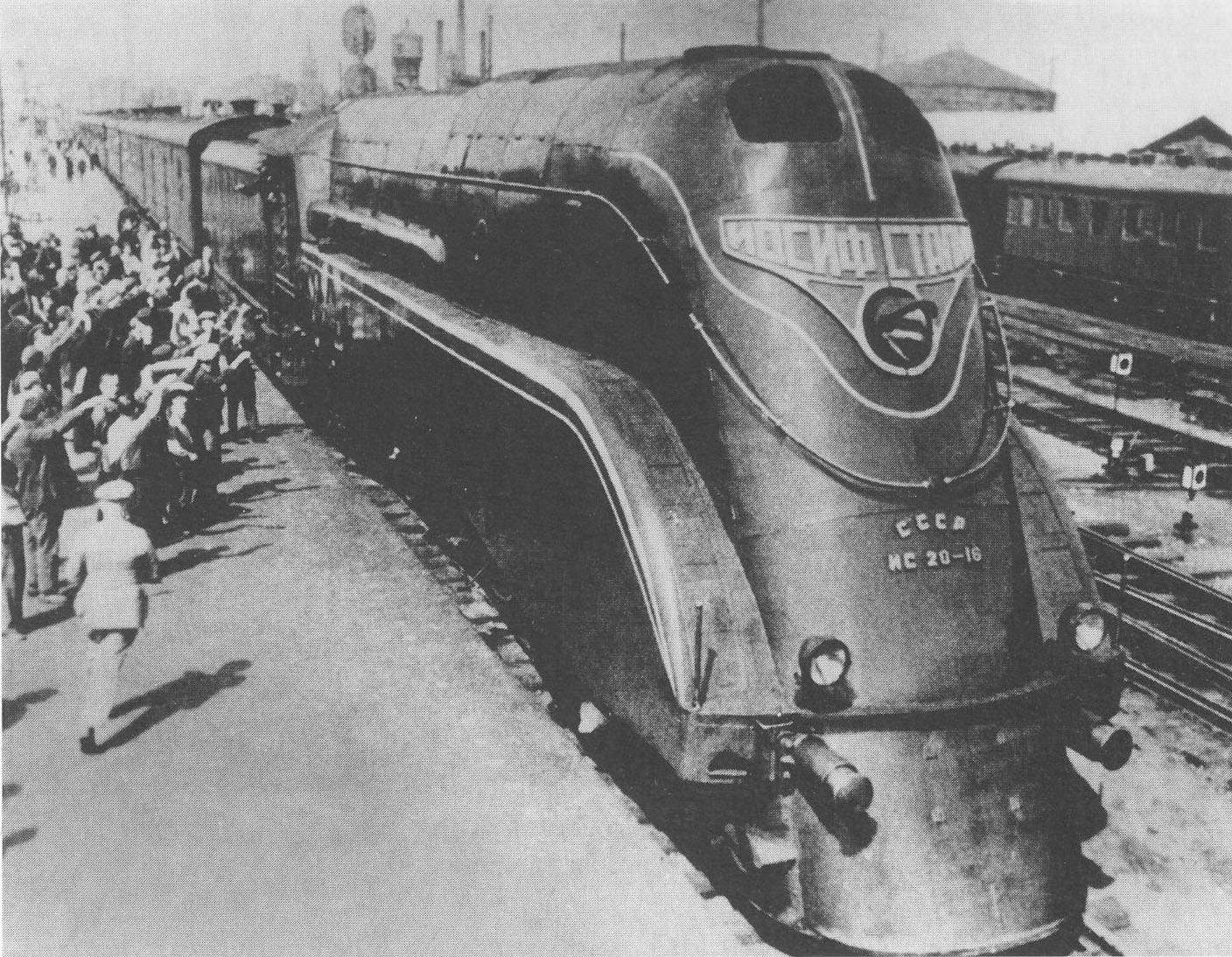
Паровоз ИС20-16. 1937 год.

К 1930-м годам на советских железных дорогах требовалось значительно повысить скорости движения пассажирских поездов. Паровоз Су с его максимальной скоростью в 125 км/ч и мощностью в 1500 л. с. уже не мог удовлетворять этим требованиям. Хотя у появившегося в 1932 году паровоза серии ИС мощность доходила до 3200 л. с., но и он не мог повысить скоростей движения. В 1930-е НИИЖТ совместно с Московским авиационным институтом провели комплексные испытания модели локомотива в аэродинамической трубе. По результатам этих исследований в 1937 году Ворошиловградский завод выпустил паровоз ИС20-16 с кожухом-обтекателем. При испытаниях данный паровоз развил скорость в 155 км/ч.

## Постройка
В начале ноября 1936 года, в соответствии с техпромфинпланом на 1937 год, конструкторский отдел Ворошиловградского завода имени Октябрьской революции приступил к разработке технической характеристики скоростного паровоза 2-3-2 обтекаемой формы. Над конструкцией паровоза поручено работать инженеру Львову. 
Изготовление паровоза № 6998 было завершено в апреле 1938 года. Диаметр колёс составлял 2200 мм, а конструкционная скорость — 180 км/ч. Если на паровозах типа 2-3-2 Коломенского завода все основные детали проектировались специально для данных паровозов, то на паровозе Ворошиловградского завода были использованы ряд деталей паровозов серий ФД и ИС. Так, от них новый паровоз получил большинство элементов парового котла (трубчатая часть, топка, арматура), цилиндры, раму задней тележки, буксовые вкладыши и клинья, а также многое другое. В результате ремонт нового локомотива значительно облегчался (особенно при наличии в локомотивном парке депо паровозов ФД и ИС).
Для облегчения конструкции использовалась сталь повышенной прочности, а также широко применялась сварка. Также для изготовления движущего механизма использовались легированные стали, а все колёса паровоза были дисковыми. Поддерживающие и бегунковые оси, а также все оси тендера были оборудованы роликовыми подшипниками, на паровозе был установлен широкотрубный пароперегреватель Л40.

## Эксплуатация
В июне 1938 года паровоз поступил в депо Славянск Южно-Донецкой железной дороги и водил на участках Славянск — Ростов-на-Дону и Славянск — Харьков скорые и курьерские поезда. За месяц работы паровоз прошёл около 6000 км, а в июле того же года локомотив поступил в Октябрьскую железную дорогу для работы на участке Москва — Бологое. В одной из поездок паровоз развил на подъёме в 8 ‰ мощность 3400 л. с.; в начале подъёма скорость была 110 км/ч, а в конце — 76 км/ч. Работая по графику, составленному для паровозов серии Су, новый паровоз на единицу работы имел перерасход топлива на 15 % по сравнению с паровозами Су. В отличие от паровозов Коломенского завода, паровоз № 6998 не был испытан так же тщательно и его теплотехнические показатели так и не были полностью изучены.
После войны паровоз эксплуатировался со скоростями не выше 70 км/ч, поэтому с него был снят обтекаемый капот. Тем не менее в апреле 1957 года, на данном паровозе со специальным поездом была достигнута скорость 175 км/ч, что было последним рекордом скорости для паровой тяги в СССР.

## В искусстве

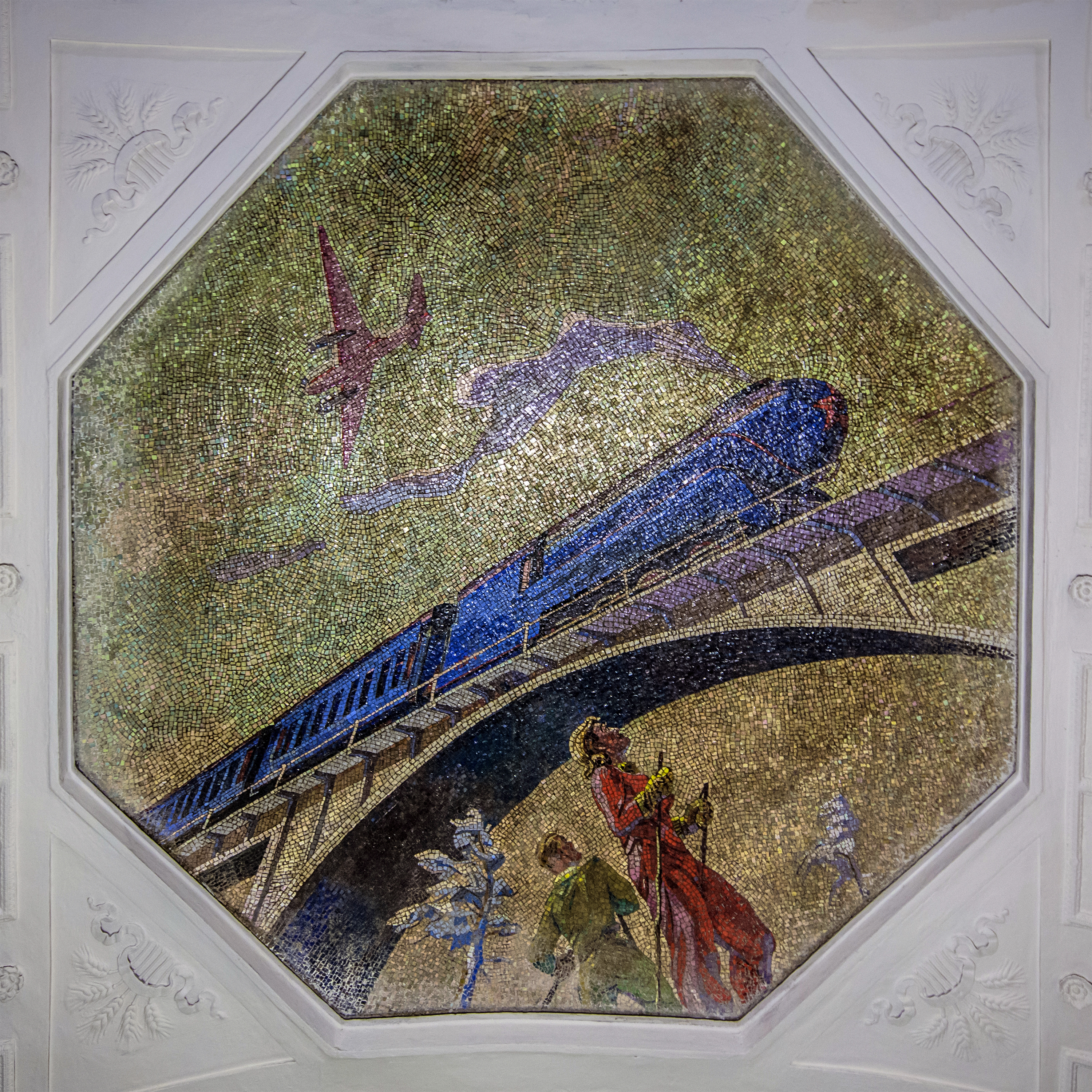
Мозаичное панно А. Дейнеки «Лыжники и торжество индустриализации»

Скоростной паровоз 2-3-2В можно увидеть на фотографии Аркадия Шайхета «Экспресс Архивная копия от 26 февраля 2018 на Wayback Machine» и на мозаичном панно А. Дейнеки «Лыжники и торжество индустриализации», установленном на станции Новокузнецкая Московского метро.